# Constituição Tunisiana de 1861

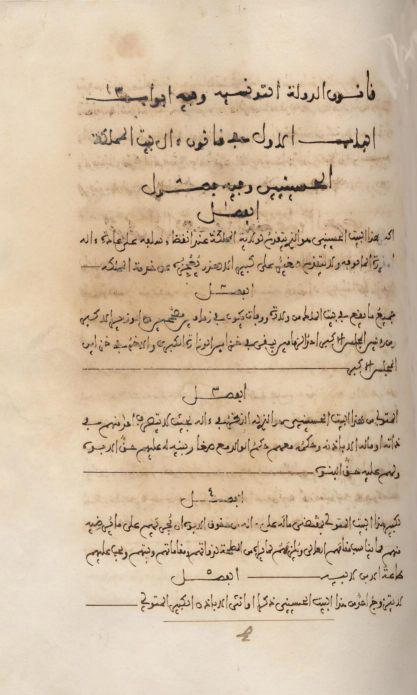
Original da Constituição Tunisiana de 1861.

A Constituição Tunisiana de 1861, oficialmente "Leis do Estado Tunisiano" (no original qânûn al-Dawla al-tunisyya) foi a primeira constituição escrita da atual Tunísia, na época um domínio do Império Otomano, vigorando entre 1861 e 1864.
O texto, idealizado em grande parte pelo governante tunisiano Sadok Bey, com o auxílio e apoio de Napoleão III da França, tinha como principal objetivo transformar a Tunísia em um Estado moderno e soberano, salvaguardo-a dos interesses otomanos e europeus.

## Princípios
O documento continha um total de 114 artigos e estabelecia uma partilha de poder entre um Executivo, composto pelo Bey da Tunísia e um primeiro-ministro; um Legislativo, representado por um Conselho Supremo de tipo oligárquico; e um Judiciário independente. Previa ainda o cargo de "Guardião da Constituição", espécie de legislador dotado de autoridade soberana para depor o Bey em caso de atos inconstitucionais, promovendo assim a participação das elites na gestão dos assuntos de Estado. Além disso, o soberano não teria mais liberdade para dispor dos recursos do Estado como bem entendesse, necessitando da aprovação do Conselho para assuntos orçamentários e tributários.
Contudo, as questões referentes à representação nacional e às eleições são esquecidas no texto. A lista de membros designados para o Conselho Supremo é composta quase exclusivamente por personalidades ligadas ao Bey, além de estrangeiros influentes, principalmente mamelucos.

## Posteridade

Bandeira da Tunísia na década de 1860.

Esta Constituição, em geral, é mal recebida por parte da população, pois conduzia a medidas impopulares como o recrutamento obrigatório e a criação de novas concessões feitas a estrangeiros em questões de direito de propriedade. O aumento da despesa pública gerado pelas novas instituições e numerosas obras públicas levaram a um aumento de impostos, afetando grandes cidades, funcionários públicos, soldados e magistrados, anteriormente isentos. Após uma insurreição em 1864, ocasionada pela deterioração das condições econômicas, a Constituição foi suspensa, sendo posteriormente anulada.
Apesar da curta duração, a Constituição Tunisiana de 1861 manteve um poder simbólico ao tornar-se a referência do movimento nacionalista tunisiano, na luta contra o domínio francês, cuja primeira exigência foi o seu restabelecimento, embora com algumas alterações, sendo a mais notável a eleição de 60 dos 70 membros do Conselho Supremo.